# 113 Amalthea
A 113 Amalthea a Naprendszer kisbolygóövében található aszteroida. Karl Theodor Robert Luther fedezte fel 1871. március 12-én.